# Луизиана
Луизиа́на (англ. Louisiana, американское произношение: [luˌiːziˈænə] (слушать)о файле; фр. La Louisiane, [la lwizjan] (слушать)о файле) — штат на юге США, 18-й штат, вошедший в Союз. Столица — Батон-Руж, крупнейший город — Новый Орлеан. Общая площадь 135 382 км² (31 место в США), в том числе на сушу приходится 113 721 км². Население 4 661 468 человек (25 место в США). Официальное прозвище Луизианы — «Штат пеликанов». Названа в честь французского короля Людовика XIV (во французском произношении Луи).
В прошлом Луизианой называлась обширная территория вблизи побережья Мексиканского залива, контролировавшаяся французами (см. Новая Франция). После Луизианской покупки южная часть этой территории составила штат с одноимённым названием.

## География
На западе Луизиана граничит с Техасом, на севере — с Арканзасом, на востоке — с Миссисипи, на юге территория ограничена водами Мексиканского залива. Территория штата отчётливо подразделяется на две части — «верхнюю» и «нижнюю». Последняя характеризуется обилием болотистых низменностей.
Высшая точка — холм Дрискилл, высота над уровнем моря — всего 163 м.
Одной из проблем является береговая эрозия в юго-восточной части штата.

## Население
Население современного штата по переписи 2000 года состоит из белых (63 %), чёрных (32 %), 5 % — азиаты и прочие. 92 % считают родным английский язык, 5 % — французский, 3 % — испанский.
Непростые расовые отношения, резко перестроившиеся после вхождения Луизианы в состав США, продолжают омрачаться многочисленными расовыми трениями и открытыми противостояниями (выступления афроамериканцев после урагана Катрина, кровавые события и массовые митинги в небольшом городе Джена в 2007 году).

### Креолы и каджуны
Креолы и каджуны французского происхождения доминируют на большей части юга штата Луизиана. Обе группы имеют свой язык и культуру, но идёт смешивание культур и языков. Каджуны — потомки французов, насильно выселенных британцами с территории Акадии (сейчас Новая Шотландия). Креолы из Луизианы подразделяются на две группы: белые креолы-французы и чёрные (цветные) креолы. Белые креолы-французы в основном французского и испанского происхождения, но также могут происходить от итальянцев, ирландцев или немцев. Чёрные креолы в основном представляют смесь африканцев, французов, испанцев и индейцев.

### Афроамериканское и франко-африканское население
Луизиана стоит на втором месте по числу афроамериканцев, проживающих на её территории (32,5 %), уступая соседнему Миссисипи (36,3 %).

### Белое население на севере
Белые британского происхождения преобладают на севере Луизианы. Эти люди в основном имеют английские, уэльские и шотландско-ирландские корни и разделяют общие с соседними штатами культуру и протестантскую религию.

### Другие европейцы
Перед продажей Луизианы несколько немецких семей переселилось в сельскую местность вдоль реки Миссисипи, в место, позже ставшее известным как Немецкий берег. Они смешались с обществом креолов и каджунов. Так как Новый Орлеан — крупный порт и третий по благосостоянию город страны, это привлекало сюда многочисленных ирландских, итальянских и немецких иммигрантов, которые первоначально в основном являлись католиками.

### Азиаты в Америке
Азиатское население Луизианы включает в себя потомков китайских рабочих, прибывших сюда в XIX и начале XX веков. В 1970-е и 1980-е в Мексиканский залив прибыли многочисленные беженцы из Вьетнама и юго-восточной Азии, чтобы работать в сфере рыболовной промышленности и добычи креветок. Около 95 % азиатского населения Луизианы сконцентрировано в Новом Орлеане. В 2006 году было подсчитано, что в Луизиане проживает около 50 000 людей азиатского происхождения.

## История
В древности территорию штата населяли индейцы племён атакапа, туника-билокси, читимача, чокто, натчез и др.
Начиная с экспедиции Эрнандо де Сото (1539-42), территория нынешней Луизианы была открыта и освоена испанцами. С колониальных предприятий Кавалье де ла Саля в 1680-х гг. началась французская колонизация региона. В 1682 г. он с отрядом добрался до Миссисипи, спустился почти до её устья и объявил весь бассейн реки владением Франции. Деятельность Ла Саля была одобрена королём Франции, он был назначен губернатором новой колонии Луизиана и на четырёх кораблях с колонистами отправился обживать новое владение. Устье Миссисипи сразу не нашли, потеряли один корабль, другой захватили испанцы. Высадившиеся на берег колонисты бедствовали, обвиняли в своих бедах Ла Саля и в конце концов расправились с ним. Однако колония мало-помалу набрала силу, и в 1718 г. был основан город Новый Орлеан. В 1763 г. восточная часть территории Луизианы оказалась под контролем англичан, западная отошла сперва к испанцам, затем, в 1800 г., к французам.

### Колониальная Луизиана
Население Луизианы претерпело значительные изменения на протяжении своей истории.
Во время французского и испанского режимов, в Луизиане сформировалось мультирасовая иерархическая лестница с тремя главными составляющими: белые плантаторы (поначалу выходцы из Европы: Испании и Франции), а потом родившиеся здесь креолы и их семьи, составлявшие элиту колоний. Далее за ними следовали цветные — свободное население смешанного европейско-индейско-африканского происхождения, особенно быстро развивавшееся в условиях института пласаж (сожительства белых господ и цветных девушек), а также чернокожие рабы из Африки. Так же, как и в Латинской Америке, границы между этими приблизительно равными тремя группами были нечёткими, поэтому была высока мобильность населения при достаточно патриархальном укладе жизни. Основными языками колониального периода были французский (особенно в городе Новый Орлеан — на тот момент столице) и испанский (в муниципалитете Сен-Бернард).
Во времена испанского правления в середине XVIII века несколько тысяч акадийцев, гонимых Британией с территории Новой Шотландии, приезжали сюда, обосновываясь в основном в юго-западной части Луизианы, ныне известной как Акадиана. Акадийцев испанское правительство приняло хорошо, а их потомков стали называть «кахунс».

### Луизиана в составе США
Когда в 1783 году США обрели независимость, их стало заботить европейское присутствие на западных границах и возможность беспрепятственного доступа к реке Миссисипи. По мере того, как американцы продвигались на запад, они обнаружили, что Аппалачи создавали препятствие в продвижении товаров на восток. Самым лёгким путём сплавлять продовольствие было использовать плот для переправки вниз по течению Огайо и Миссисипи в порт Новый Орлеан, где товар погружался на судна, следовавшие через океан. Проблема состояла в том, что испанцы владели обоими берегами Миссисипи за поселением Начез. В амбициозные планы Наполеона входило создание новой империи, основанной на торговле сахаром между странами Карибского бассейна. Луизиана в этом контексте служила своеобразным складом для всей сахарной продукции. Но из-за неуспеха в захвате сахарных островов (Санто-Доминго) и из-за нехватки средств на ведение войны в Европе, Наполеон решил продать эти территории.
Вхождение Луизианы в состав США обернулось настоящей трагедией для неороманского уклада жизни, который успел сформироваться в XVII—XVIII веках. Англичане и немцы, массово переселяющиеся в Луизиану в XIX—XX веках, сделали всё возможное, чтобы вытеснить сначала французский и испанский языки, а затем расправиться и с мягкой, очень демократичной структурой местного сообщества, соединившего черты трёх общин региона. В XIX веке в Мексику переезжает основная масса свободного цветного населения, остатки которого были низведены до положения чернокожих рабов. Чёрное и цветное население (коренные франко-креолы и афроамериканцы) тем не менее преобладали в Луизиане до 1900 года. С другой стороны, США сохранили в Луизиане её традиционное право (франкоязычные кодексы были переведены на английский язык).
После образования США восточная часть Луизианы вошла в состав нового государства. 20 декабря 1803 года было совершено самое крупное приобретение в истории США — Соединённые Штаты купили у наполеоновской администрации также и западную Луизиану, за сумму в 15 миллионов американских долларов (см. Луизианская покупка). Территория провинции была разделена между несколькими штатами. В 1849 году столица Луизианы по предложению тогдашнего губернатора А. Джонсона была перенесена из Нового Орлеана в Батон-Руж.

### Гражданская война
Во время гражданской войны Луизиана отделилась от Союза (26 января 1861 г.). Федеральные войска взяли Новый Орлеан 25 апреля 1862 г.

## Современная Луизиана
Современная Луизиана является центром социальной напряжённости в США.
В 2010 году при взрыве платформы в Мексиканском заливе побережье штата пострадало от разлива нефти.